# Rainbow Gathering

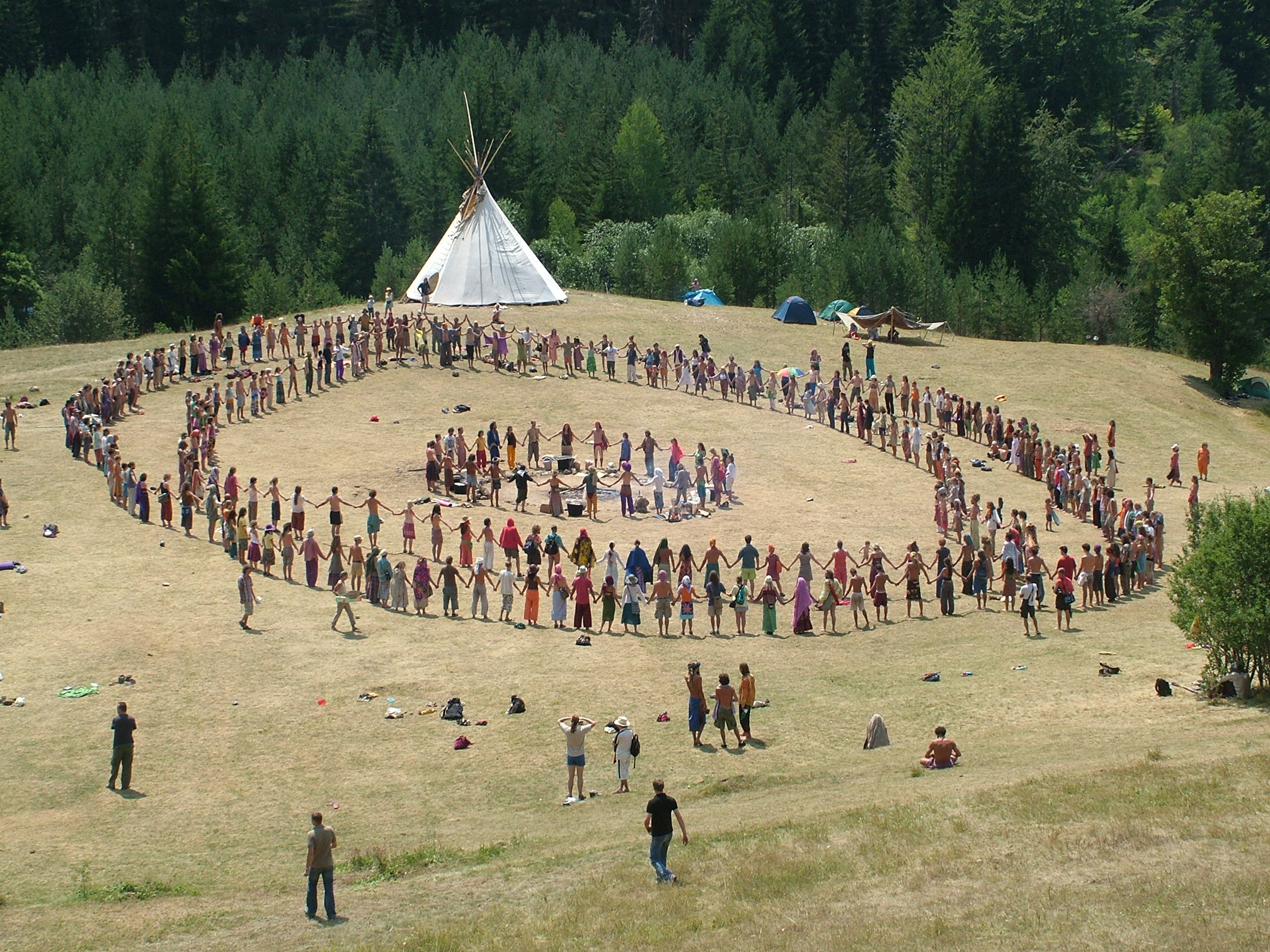
Le Rainbow Gathering en Bosnie, 2007

Un  Rainbow Gathering [ˈɹeɪnbəʊ ˈɡæðəɹɪŋ] (litt. « rassemblement arc-en-ciel ») est une communauté intentionnelle éphémère et autogérée toujours réunie en plein air et cherchant à pratiquer les idéaux de paix, d’amour, d’harmonie, de liberté, en rupture avec le capitalisme et les valeurs des médias de masse et de la société de consommation. Ces communautés se forment et reforment  chaque année en des lieux annoncés à l’avance et dans plusieurs pays à la fois, pour la durée d'un cycle lunaire. Les racines de ces événements se retrouvent dans la contreculture des années 1960 et les mouvements hippies et alternatifs.

## Histoire
Le premier rassemblement historique portant ce nom eut lieu en 1972 dans le Colorado. 20 000 personnes,  faisant face à des barrages de police, menacèrent de s'engager dans des actions de désobéissance civile. Il leur fut finalement accordé un terrain dans la forêt nationale de Roosevelt. Ce devait être un événement unique, mais un second rassemblement se produisit dans le Wyoming l’année suivante. Le principe d’un rassemblement annuel fut alors décidé. Le premier rassemblement européen eut lieu en 1983 au Tessin en Suisse. Le rassemblement de 2007 fut tenu en Bosnie-Herzégovine. Des rassemblements mondiaux ont été organisés en Australie, au Zimbabwe, au Brésil, au Canada, au Costa Rica, en Turquie, en Thaïlande et en Chine. Celui de 2009 a eu lieu en Nouvelle-Zélande. Un rassemblement européen s’est tenu en 1986 à Prades dans les Pyrénées-Orientales et en 2003 à Quérigut (Ariège).

## Les principes et les valeurs

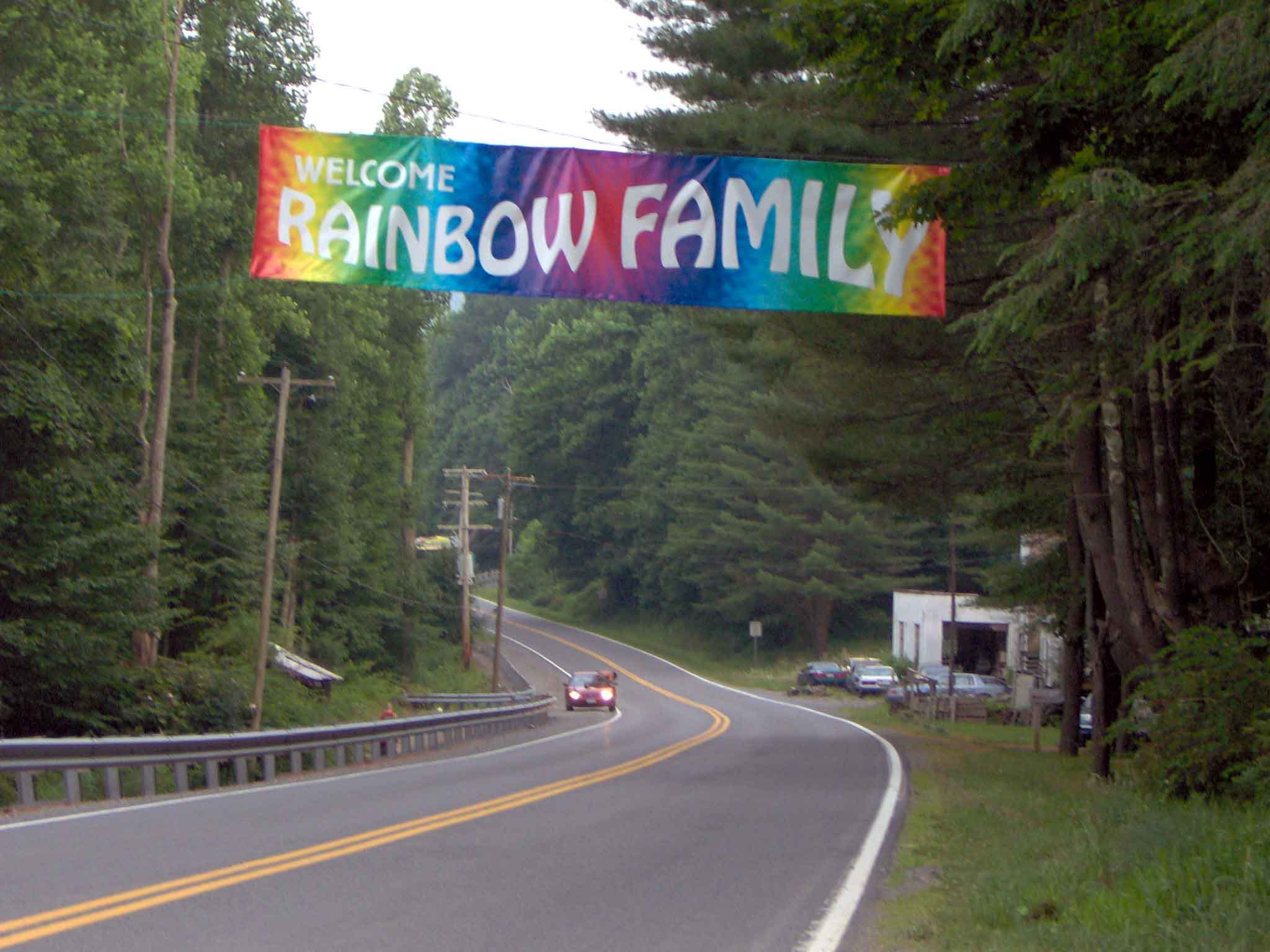
Une banderole d'accueil à un rassemblement en Virginie-Occidentale, États-Unis

La « famille Rainbow », selon une expression utilisée par les participants pour désigner les participants, n’a pas de leaders, pas de structure, pas de porte-parole officiel, pas de règlement officiel et pas d’adhésion. Les thèmes les plus encouragés sont l’amour, la paix, la non-violence, l’environnement, la santé, le respect de l’autre, le consensus, la diversité, le bénévolat, l’absence de commerce et le rejet des lois de la consommation. Un manuel est diffusé regroupant les principes généraux d'organisation et de bonne tenue du rassemblement.
Il serait donc mal venu d’acheter ou de vendre quoi que ce soit au cours de telles réunions. Le principe à cet égard est que les biens de première nécessité  doivent être partagées gratuitement et que l'abondance naît du partage. Un cercle de troc est présent dans certains de ces rassemblements. Les repas comme l'ensemble de la vie sur place sont autogérés.
Les rassemblements sont supervisés par des « conseils » qui utilisent le consensus pour la prise de décision. Les discussions se font en cercle, chaque personne présente pouvant s’exprimer pendant que les autres écoutent en silence. Un bâton de parole est passé de mains en mains indiquant que l’on passe la parole à quelqu’un d’autre. Si quelqu’un ne souhaite pas s’exprimer, il passe le bâton à quelqu’un d’autre.
Les participants peuvent être  accueillis par des banderoles indiquant « Bienvenue à la maison ! » et « Nous vous aimons ». Plusieurs traditions spirituelles y sont représentées. Les activités artistiques sont diverses. Chants, musique sont omniprésents. Les armes, l’alcool, les drogues,, les radios, les téléphones portables, les outils électroniques et électriques sont formellement déconseillés par et pour les participants.

## Participants

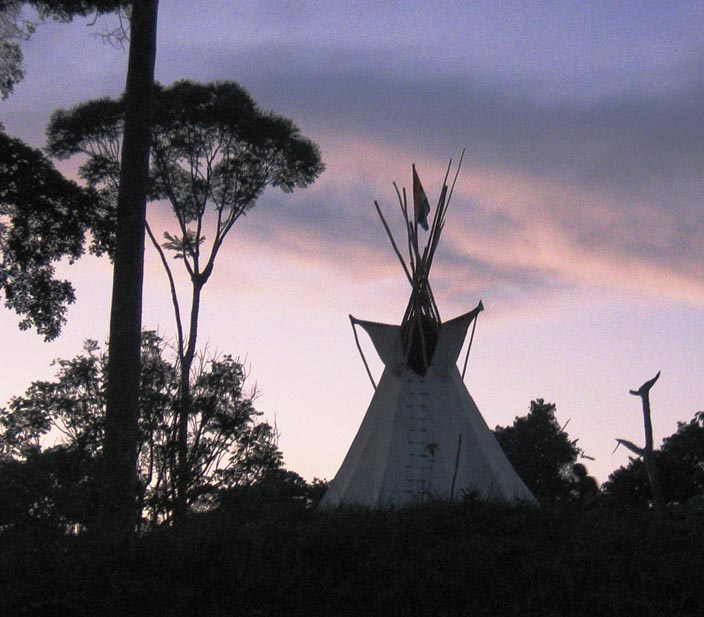
Le tipi de chanvre de la famille du Québec, au 4e World rainbow gathering (Costa Rica, 2004).

Aux États-Unis, un Rainbow Gathering annuel national peut attirer 30 000 personnes. Les rassemblements régionaux comptent environ 5000 participants. Il y avait environ 3000 personnes au rassemblement de 2003 en France.

## La logistique
L'approvisionnement en eau et les sanitaires sont un souci majeur des organisateurs. Les excréments sont déposés dans des tranchées ouvertes traitées avec les cendres des feux de camp selon le principe des toilettes sèches. Seul le rassemblement de 1987 en Caroline du Nord a subi un cas de dysenterie qui pourrait avoir été causé par les risques sanitaires que de telles conditions peuvent provoquer.
Des personnes bénévoles s’occupent des questions médicales pendant les rassemblements. Ils peuvent venir de la médecine officielle ou de la médecine non conventionnelle.
Les Shanti Seena (protecteurs de la paix, en sanskrit, inspiré des Shanti Sena (en) de Gandhi) prennent en charge la sécurité. Ils servent parfois de relais et de contacts avec les forces de l’ordre.

## Critiques et controverses
Les critiques sont globalement les mêmes que celles qui étaient adressées aux communautés hippies. La plupart sont considérées comme des préjugés de la part de la population, qui peuvent être résolus par la discussion, d'autres sont considérées plus objectives. Dans les rassemblements Rainbow français,  le mot d'ordre est "Pas de drogues, pas de chiens, pas d'alcool" (Le Touyet 2013), et les drogues dures sont formellement rejetées. 
Les personnes qui veulent boire de l’alcool peuvent le faire au "Welcome", une zone de sas avant l’entrée du camp, à l’écart du reste du groupe. La nudité possible de certains participants a pu être critiquée ainsi que les toilettes à l'air libre n'offrant aucune intimité et les thèses développées en opposition générale à la société mainstream (appelée « Babylone » par les participants, inspiré des discours du mouvement rastafari et de certains styles musicaux (reggae, rap)).
Lors du rassemblement de 2008, dans le Wyoming, 10 agents des forces de l'ordre qui étaient venus arrêter un participant se sont confrontés à un groupe de 400 participants qui ont voulu leur faire barrage, en jetant des bâtons et des cailloux, selon la police, résultant en un agent blessé et un véhicule de police détruit, ce que les participants ont contesté. Des balles de poivre et en caoutchouc ont été tirées pour contrôler la foule. L'enquête de l'American Civil Liberties Union a cependant produit un rapport à charge contre les forces de l'ordre, dénonçant un comportement de harcèlement et d'excès de zèle dans leur gestion du problème.

## Santé publique
- Le 10 septembre 2017, les autorités françaises ont signalé au Centre européen de prévention et de contrôle des maladies (ECDC) trois cas de fièvre typhoïde liés au rassemblement européen Rainbow qui ont eu lieu à Tramonti di Sopra, région Frioul-Vénétie Julienne, Italie, à partir du 23 juillet jusqu'au 21 août 2017. Le 12 septembre, les autorités allemandes ont signalé un cas lié à ce rassemblement Rainbow[14].
- Quatorze cas de shigellose à l'espèce Shigella sonnei ont été signalés chez des participants au rassemblement arc-en-ciel européen dans le sud-est de la Pologne entre le 13 juillet et le 11 août 2018[15].

## Liste des rassemblements
| Rassemblements mondiaux |
| 2000 Australie • 2002 Zimbabwe • 2003 Brésil • 2004 Costa Rica • 2004 Québec, Canada• 2005 Turquie • 2006 Thaïlande • 2008 Chine • 2009 Mexique • 2010 Nouvelle-Zélande • 2011 Argentine • 2012 Parc national de Caparaó, Espírito Santo, Brésil • 2013 Canada • 2014 Hongrie • 2015 Sinaï, Égypte. • 2016 Éthiopie • 2017 Indonésie • 2018 Taïwan • 2019 Colombie • 2021 Mexique • 2022 Turquie |

| Rassemblements aux États-Unis |
| 1972: Forêt nationale de Roosevelt, Colorado • 1973: Forêt nationale de Shoshone, Wyoming • 1974: Forêt nationale de Dixie, Utah • 1975: Forêt nationale d'Ozark-St. Francis, Arkansas • 1976: Forêt nationale Lewis et Clark, Montana • 1977: Forêt nationale de Gila, Nouveau-Mexique • 1978: Forêt nationale d'Umpqua, Oregon • 1979: Forêt nationale d'Apache-Sitgreaves, Arizona • 1980: Forêt nationale de Monongahela, Virginie-Occidentale • 1981: Forêt nationale de Kaniksu, Washington • 1982: Forêt nationale de Boise, Idaho • 1983: Forêt nationale d'Ottawa, Michigan • 1984: Forêt nationale de Modoc, Californie • 1985: Forêt nationale Mark Twain, Missouri • 1986: Forêt nationale d'Allegheny, Pennsylvanie • 1987: Forêt nationale de Nantahala, Caroline du Nord • 1988: Forêt nationale d'Angelina, Texas • 1989: Forêt nationale de Humboldt-Toiyabe, Nevada • 1990: Forêt nationale de Superior, Minnesota • 1991: Forêt nationale des Montagnes Vertes, Vermont • 1992: Forêt nationale de White River, Colorado • 1993: Forêt nationale de Talladega, Alabama/Kentucky • 1994: Forêt nationale de Bridger-Teton, Wyoming • 1995: Forêt nationale Carson, Nouveau-Mexique • 1996: Forêt nationale Mark Twain, Missouri • 1997: Forêt nationale d'Ochoco, Oregon • 1998: Forêt nationale d'Apache-Sitgreaves, Arizona • 1999: Forêt nationale d'Allegheny, Pennsylvanie • 2000: Forêt nationale de Beaverhead-Deerlodge, Montana • 2001: Forêt nationale de Boise, Idaho • 2002: Forêt nationale d'Ottawa, Michigan • 2003: Forêt nationale de Uinta-Wasatch-Cache, Utah • 2004: Forêt nationale de Modoc, Californie • 2005: Forêt nationale de Monongahela, Virginie-Occidentale • 2006: Forêt nationale de Routt, Colorado • 2007: Forêt nationale d'Ozark-St. Francis, Arkansas • 2008: Forêt nationale de Bridger-Teton, Wyoming • 2009: Forêt nationale de Santa Fe, Nouveau-Mexique • 2010: Forêt nationale d'Allegheny, Pennsylvanie • 2011: Forêt nationale Gifford Pinchot, Washington • 2012 : Forêt nationale de Cherokee, Tennessee • 2013: Forêt nationale de Beaverhead-Deerlodge, Montana • 2014: Forêt nationale de Uinta-Wasatch-Cache, Utah • 2015: Forêt nationale des Black Hills, Dakota du Sud |

| Rassemblements en Europe |
| 1983: Tessin, Suisse • 1984: Suisse • 1985: Italie du nord • 1986: Col de Menté, Haute-Garonne, France • 1987: León, Espagne • 1988: Murias de Paredes, León, Espagne • 1989: Karlsøy, Troms, Norvège • 1990: Allentsteig, Basse-Autriche, Autriche • 1991: Tworylne, Piémont des Carpates, Pologne • 1992: Pologne • 1993: Rosenallis, Laois, Irlande • 1994: Slovénie/Croatie • 1995: České Budějovice, Bohême-du-Sud, Tchéquie • 1996: Salto, Portugal • juin 1997: Dalmellington, Ayrshire, Écosse • août 1997: Massif du Páiko, Thessalonique, Grèce • 1998: Russie • 1999 (Éclipse solaire du 11 août): Hongrie • 2000: Roumanie • 2001: Croatie • 2002: Italie • 2003: Quérigut, Ariège, France • 2004: Rhodopes, Bulgarie • 2005: Allemagne • 2006: Angleterre • 2007: Bosnie-Herzégovine • 2008: Serbie • 2009: Carpates, entre Lviv et Oujhorod, Ukraine • 2010: Leppävirta, Savonie du Nord, Finlande • 2011: Salto, Portugal • 2012: Lukovištia, Slovaquie • 2013: Gramos, Macédoine grecque, Grèce • 2014: Săcuieu, Iara, Județ de Cluj, Roumanie • 2015: Sartų regioninis parkas (lt), Lituanie • 2016: dans les Alpes • 2017: Italie • 2018: Pologne • 2019: Suède • 2020: Estonie • 2021: France • 2022: Bulgarie |

## Rassemblements informels

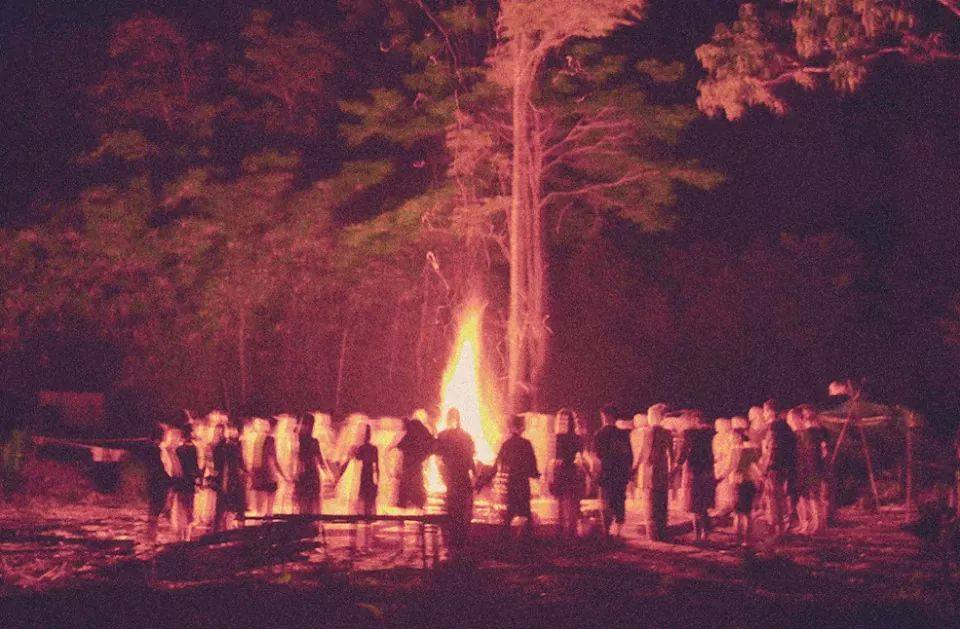
Ronde de la pleine lune au rassemblement de Bornéo en 2014, Indonésie

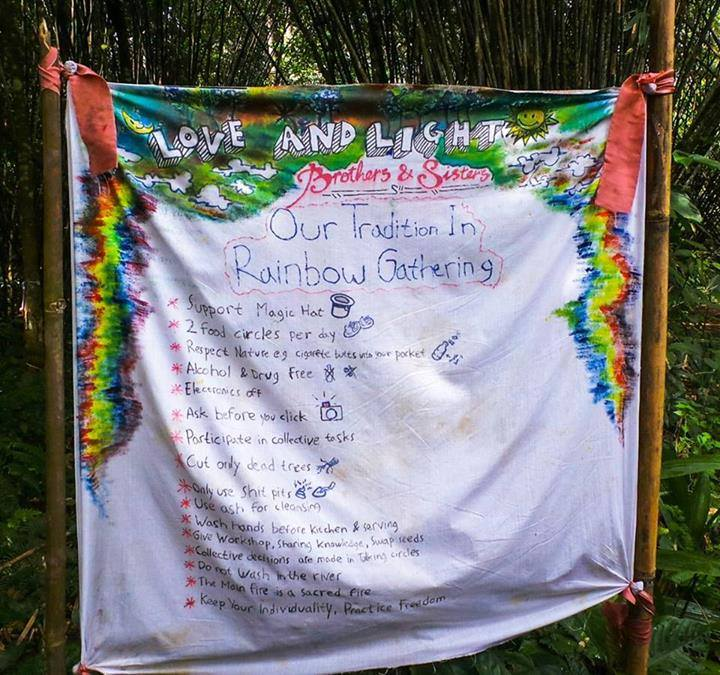
Panneau présentant les traditions arcs-en-ciel lors du rassemblement de Bornéo en 2014 : * Donner au chapeau magique * 2 repas par jour en commun * Respecter la nature (mégots dans la poche) * Pas d'alcool ni de drogues * Éteindre les objets électroniques * Demander avant de photographier * Participer aux tâches collectives * Ne couper que les arbres morts * N'utiliser que les latrines * Prendre de la cendre pour le nettoyage * Se laver les mains pour cuisiner * Organiser des ateliers, partager les connaissances, échanger les graines * Les décisions collectives sont prises dans le cercle de parole * Ne pas se laver dans la rivière * Le grand feu est un feu sacré * Préserver son individualité, profiter de sa liberté

Du fait du succès des rassemblements et dans une volonté de décentralisation et pour éviter à certains de longs voyages coûteux, des rassemblements ont commencé à essaimer ces dernières années en parallèle aux rassemblements annuels.
- 2009 Himalayas, Inde
- 2009 Taïwan
- 2010 Biélorussie
- 2010 Moldavie
- 2010 Taïwan
- 2010 Slovaquie
- 2010 République tchèque
- 2010 Portugal
- 2009 Lituanie
- 2010 Macédoine
- 2010 Lituanie
- 2011 Lituanie
- 2011 Écovillage Blatuša, Croatie
- 2011 Indonésie
- 2012 Ribin Dol, Bulgarie
- 2012 Lituanie
- 2012 Guatemala
- 2012 Palenque, Mexique
- 2013 Lituanie
- 2013 Ruchey, Bulgarie
- 2013 Inde
- 2014 Turquie
- 2014 Grèce
- 2014 Bornéo, Indonésie
- 2015 Briançonnet, France[16]
- 2017 Plouescat, France
- 2021 Couëron, France

## Source de l'article et Bibliographie
People of the Rainbow, a nomadic utopia, Niman Michael, University of Tennessee Press, 1997.